# Wolfram Research
40°05′50″ пн. ш. 88°14′44″ зх. д. / 40.097128° пн. ш. 88.245690° зх. д.
Wolfram Research, Inc. ([ˈwʊlfrəm] WUUL-frəm) — американська компанія, що займається розробкою математичного програмного забезпечення. Флагманським продуктом компанії є система комп'ютерної алгебри Wolfram Mathematica, випущена 23 липня 1988 року. Засновником та генеральним директором Wolfram Research є Стівен Вольфрам — математик та програміст.

## Історія
16 травня 2009 року компанія випустила WolframAlpha — питально-відповідну систему. Вона пропонує новий підхід до генерування та набуття знань, який включає в себе великі обсяги курованих обчислюваних даних на додаток до семантичного індексування тексту.
30 березня 2011 року Wolfram Research придбала MathCore Engineering AB.
21 липня 2011 року компанія Wolfram Research представила формат обчислюваних документів Computable Document Format (CDF). CDF — це формат електронних документів, розроблений для полегшення створення інтерактивного динамічно-згенерованого контенту.
У червні 2014 року компанія Wolfram Research офіційно представила мову Wolfram Language як нову загальну мультипарадигмальну мову програмування. Це основна мова програмування, яка використовується в системі Mathematica.
15 квітня 2020 року компанія Wolfram Research отримала 5 575 000 доларів США на виплату заробітної плати своїм працівникам під час пандемії COVID-19 в рамках урядової програми захисту заробітної плати, яку проводить Адміністрація малого бізнесу США. Кредит було прощено.

## Продукти та ресурси

### Mathematica
Система комп'ютерної алгебри компанії, яка містить багато функцій як для аналітичних перетворень, так і для чисельних розрахунків. Крім того, програма підтримує роботу з графікою і звуком, включаючи побудову дво- і тривимірних графіків функцій, малювання довільних геометричних фігур, імпорт та експорт зображень і звуку. Центральним елементом системи Mathematica є її здатність виконувати символьні обчислення, наприклад, розв'язувати невизначені інтеграли.

### Wolfram Alpha
Wolfram Alpha — це безкоштовний онлайн-сервіс, який здатен відповідати на математичні запити, безпосередньо обчислюючи відповідь на основі зовнішніх кураторських даних. Користувачі надсилають запити через текстове поле, а Wolfram Alpha обчислює відповіді та візуалізує їх.
8 лютого 2012 року було випущено Wolfram Alpha Pro, який пропонує користувачам додаткові функції (наприклад, можливість завантажувати файли з необробленими табличними даними, зображення, аудіо, XML і десятки спеціалізованих наукових, медичних і математичних форматів для автоматичного аналізу) за щомісячну абонентську плату.
У 2016 році було запущено Wolfram Alpha Enterprise, інструмент бізнес-аналітики. Програма поєднує дані, надані корпорацією, з алгоритмами Wolfram Alpha, щоб відповісти на питання, пов'язані з цією корпорацією.

### Wolfram SystemModeler
Wolfram SystemModeler — це платформа для інженерного та медико-біологічного моделювання на основі мови Modelica. Основний інтерфейс, ModelCenter, являє собою інтерактивне графічне середовище, що включає настроюваний набір бібліотек. Програмне забезпечення також тісно інтегроване з системою Mathematica.

## Веб-сайти
Wolfram Research підтримує кілька безкоштовних веб-сайтів такі як енциклопедії MathWorld і ScienceWorld. ScienceWorld, запущений у 2002 році, розділений на підсайти з хімії, фізики, астрономії та наукової біографії. У 2005 році фізичний підсайт було визнано «цінним ресурсом» журналом American Scientist. Однак, до 2009 року астрономічний підсайт страждав від застарілої інформації, неповних статей та битих посилань.
Wolfram Demonstrations Project — це спільний сайт, на якому розміщуються інтерактивні технічні демонстрації, що працюють на основі безкоштовного середовища виконання Mathematica Player.
Wolfram Research публікує журнал The Mathematica Journal. Wolfram також опублікував кілька книг через Wolfram Media (видавничий підрозділ Wolfram). Крім того, вони експериментували зі створенням електронних підручників.

## Консультації
Wolfram Research виступала математичним консультантом телевізійного серіалу CBS Numb3rs, шоу про математичні аспекти розкриття злочинів.